# Ліквідація захаращеності
Ліквіда́ція захара́щеності — прибирання в лісах мертвої деревини (сушняку, повалених дерев, хмизу та порубкових залишків). Належить до так званих «санітарно-оздоровчих заходів». Проводиться силами лісокористувачів згідно з Санітарними правилами в лісах України, затвердженими Кабміном України 27 липня 1995 р. № 555, Правилами поліпшення якісного складу лісів, затвердженими Кабміном України 12 травня 2007 р. № 724, і є обов'язковими заходами в лісах України. Згідно з Санітарними правилами в лісах України, на одному гектарі лісу повинно залишатися не більш як 5 м3 мертвої деревини.

## Проведення ліквідації захаращеності в об'єктах природно-заповідного фонду України
У багатьох об'єктах природно-заповідного фонду України проводиться ліквідація захаращеності, причому нерідко навіть у заповідних зонах.
У Галицькому національному парку в заповідній зоні проводиться або планується провести очищення лісу від засміченості на площі 24 га, в національному парку Сколівські Бескиди в заповідній зоні планується провести очищення лісу від засміченості на площі 194,8 га, в  Яворівському національному парку в заповідній зоні заплановано провести очищення лісу від засміченості на площі 38,3 га, у Вижницькому національному парку в заповідній зоні заплановано очищення лісу від засміченості на площі 337 га.

## Шкода від ліквідації захаращеності длябіорізноманіття
За даними Всесвітнього Фонду дикої природи, одна третина видів флори і фауни, що живуть у лісах, мешкає в мертвій або висихаючій деревині. У одному мертвому дереві мешкає від декількох десятків до декількох сотень видів грибів, рослин і тварин. Наявність куп хмизу в лісах важлива для відтворення рисі, куниці, а також ряду горобиних птахів — солов'їв, чорних і співочих дроздів. У мертвій деревині розмножуються личинки занесеного в Червону книгу України жука-оленя. У багатьох мертвих сухостійних дуплистих деревах гніздяться кажани, занесені в Червону книгу України. Заходи по ліквідації захаращеності у господарських лісах, і особливо в лісах природно-заповідного фонду, як свідчать дані Червоної книги України, ведуть до втрати місць мешкання багатьох видів тварин і рослин.
Як показали дослідження американських учених, мертва деревина, що залишилася після вітровалів, сприяє швидкому відновлення лісу. У зв'язку з цим багато фахівців-екологів вимагають заборонити ліквідацію захаращеності в лісах природно-заповідного фонду. На думку Всесвітнього Фонду дикої природи, з метою збереження біорізноманітності, пов'язаної з мертвою деревиною, в лісі повинно зберігатися не 5 м3, як зараз це вимагається Санітарними правилами в лісах України, а 20-30 м3 мертвої деревини.

## Вимоги природоохоронного законодавства
Згідно з українським і міжнародним природоохоронним законодавством, заходи з ліквідації захаращеності в лісах природно-заповідного фонду є незаконними, оскільки порушують такі законодавчі акти:
1. Cт. 39 Закону України «Про тваринний світ», забороняє знищувати житла тварин при лісогосподарських заходах[3].
2. Cт. 6 Бернської конвенції, яка забороняє умисне вбивство диких тварин, занесених до Списку 2 цієї конвенції, а також нанесення умисної шкоди місцям виведення потомства або відпочинку або їх знищення, умисне порушення спокою дикої фауни, особливо в період виведення потомства або зимівлі, а також умисне знищення яєць[3].
3. ст. 3 Угоди про охорону кажанів в Європі, яка відносно усіх видів кажанів забороняє їх вбивство і зобов'язує Україну як сторону цієї Угоди, звернути необхідну увагу на охорону їх жител[3].
4. Cт. 90 Кодексу України про адміністративні правопорушення, яка забороняє погіршення жител (зростання) і рослин червонокнижних тварин, а також їх знищення[3].
5. Cт. 20 Закону України «Про Червону книгу України», яка встановлює відповідальність за знищення червонокнижних видів, погіршення місць зростання, мешкання червонокнижних видів і виконання інших дій, які завдають збитку червонокнижним видам[3].
6. Cт. 16 Закону України «Про природно-заповідний фонд України», яка забороняє у природних заповідниках, а також в заповідних зонах біосферних заповідників, національних природних парків і регіональних природних парків знищення диких тварин, їх жител і гніздування, а також проведення таких санітарних заходів, які порушують режим заповідника[3].
7. У зв'язку з входженням України до Євросоюзу, санітарні і інші рубки в заповідниках і інших об'єктах ПЗФ порушують ст. 2, 4, 5 Директив Ради Європи від 2.04.1979 р. «Про охорону диких птахів» і ст. 6, 12, 13 Директив Ради Європи від 21.05.1992 р. «Про охорону природних жител і дикої фауни і флори». Ці статті забороняють будь-які порушення на територіях, що охороняються, які негативно впливають на птахів, а також умисне знищення гнізд, яєць птахів, умисне порушення спокою птахів, особливо в період розмноження і виведення потомства, а також погіршення або знищення жител видів, що охороняються, на територіях, що охороняються, або занепокоєння виду в період розмноження, вирощування потомство, міграції або сплячки, а також пряме знищення рослин або тварин цих видів[3].

Нині в Окружному адміністративному суді м. Києва розглядається позов Київського еколого-культурного центру і Екоправо-Київ до Кабінету Міністрів України з вимогою привести Санітарні правила в лісах України, затверджені Кабміном України 27 липня 1995 р. № 555 і Правила поліпшення якісного складу лісів, затверджені Кабміном України 12 травня 2007 р. № 724 в частині проведення заходів по ліквідації захаращеності і санітарних рубок в об'єктах природно-заповідного фонду у відповідність до природоохоронного законодавства.

## Виноски
1. 1 2 3  Правила поліпшення якісного складу лісів
2. 1 2 3 4 5  Санітарні правила в лісах України
3. 1 2 3 4 5 6 7 8  Нова компанія КЭКЦ «Ні рубкам лісу в заповідниках, національних парках і інших обьектах ПЗФ» http://ecoethics.ru/novaya-kampaniya-kekts-net-rubkam-lesa-v-zapovednikah-i-natsionalnyih-parkah-3/ [Архівовано 21 березня 2016 у Wayback Machine.]
4. 1 2 3  Мертва деревина. — Живі ліси. — WWF — report, 2004, жовтень. — 16 с.
5. 1 2  Гутовски Е., Бобец А., Павлячик П., Зуб К. Навіщо лісу мертва деревина? — Свебодин, Клуб натуралістів. — Польща, 2003. — 63 с.
6. 1 2 3  Експертні висновки щодо негативного впливу санітарних рубок у заповідниках на біорізноманіття // Гуманитарный экол. журнал. — 2015. — № 3. — С. 1-8.
7. 1 2  Червона книга України. Тваринний світ. — К.: Глобалконсалтинг, 600 с.
8. ↑  Влащенко А. С. Вплив лісогосподарської діяльності на кажанів та їх охорона в лісах України // Заповідна справа в Україні. — 2010. — Вип. 1. — С. 44-50.
9. ↑  Червона книга України. Рослинний світ. — К.: Глобалконсалтинг, 900 с.
10. ↑  Американські учені запропонували залишати вітровал «напризволяще» // Гуманитарный экол. журнал. — 2014. — Вып. 4. — С.15-16.
11. ↑  Краснитский А. М. Лесохозяйственные мероприятия и их место в заповедном деле (о рубках леса в заповедниках) // Бюлл. МОИП, отд. биол. — 1975. — № 2. — С. 18-29.
12. ↑  Борейко В. Е., Бриних В. А., Парникоза И. Ю. Заповедность (пассивная охрана природы). Теория и практика. — К.: КЭКЦ, 2015. — 112 с.
13. ↑  Новости компании «Идем в Европу — строим заповедность» http://ecoethics.ru/novosti-kampanii-idem-v-evropu-stroim-zapovednost-s-9-04-2015-po-1-06-2014/ [Архівовано 4 березня 2016 у Wayback Machine.]